# 孟遲
孟遲（?—?），字遲之，一作叔之。平昌(今山東商河縣西北)人。
與杜牧友好，過從甚密。唐武宗會昌五年(845年)進士，與顧非熊同榜。不久前往池州會見杜牧。后為浙西掌書記，以譏讒作罷。大中時，淮南節度使崔鄲奏為掌書記。餘事失考。有詩名，尤工於絕句。張為列舉孟遲為“高古奧逸主”之升堂者。有《孟遲詩》1卷，已佚。《全唐詩》存其詩十七首。